# نیژنیه ترمی
نیژنیه ترمی (انگلیسی: Nizhniye Termy) یک شهرک در شهرستان چیشمینسکی در استان باشقیرستان کشور روسیه است.